# Charalambos
Charalambos ist ein griechischer Vorname, der auf Deutsch so viel wie „der vor Freude Glänzende“ bedeutet.

## Varianten
- Charalampos
- Haralambos
- Charis

## Namensträger
- Charalambos (Heiliger, † 202) († 202), Bischof in Magnesia am Mäander
- Charalambos (Heiliger, 1723–1788) (1723–1788), Mönch und Heiliger
- Charalampos Angourakis (1951–2014), griechischer Politiker (KKE)
- Charalampos Chantzopoulos (* 1994), griechischer Fußballspieler
- Charalampos Giannopoulos (* 1989), griechischer Basketballspieler
- Haralambos Holidis (1956–2019), griechischer Ringer
- Charalambos Kastanidis (* 1956), griechischer Politiker, siehe Charis Kastanidis
- Charalampos Kastrantas (* 1991), griechischer Bahn- und Straßenradrennfahrer
- Charalampos Lykogiannis (* 1993), griechischer Fußballspieler
- Charalampos Mallios (* 1987), griechischer Handballspieler
- Charalambos Mavrias (* 1994), griechischer Fußballspieler, siehe Charis Mavrias
- Charalambos Papadias (* 1975), griechischer Sprinter
- Charalambos Sfaellos (1914–2004), griechischer Architekt
- Charalambos Xanthopoulos (* 1956), griechischer Fußballspieler
- Charalambos Zouras (1885–1972), griechischer Speerwerfer